# Большие Лашковицы
Большие Лашко́вицы (фин. Laskovitsa, Hakuli) — деревня в Бегуницком сельском поселении Волосовского района Ленинградской области.

## История
Впервые упоминается в Писцовой книге Водской пятины 1500 года как село Глазковичи (Глазовичи) в Ильинском Заможском погосте Копорского уезда.
Затем как деревня Glaschouitza Kyrke by в Заможском погосте в шведских «Писцовых книгах Ижорской земли» 1618—1623 годов.
На карте Ингерманландии А. И. Бергенгейма, составленной по шведским материалам 1676 года, она обозначена как деревня Laskowits.
На шведской «Генеральной карте провинции Ингерманландии» 1704 года — как мыза Glaschovits hof.
На карте Санкт-Петербургской губернии Я. Ф. Шмидта 1770 года упоминаются две деревни Лашковицы: одна из них — на месте современных Лашковиц, вторая, расположенная восточнее деревни Бегуницы — современные Большие Лашковицы.
Согласно 6-й ревизии 1811 года деревни Большие Лошковицы и Малые Лошковицы принадлежали жене капитан-лейтенанта Е. И. Зыбиной.

ЛАШКОВИЦЫ БОЛЬШИЕ — деревня принадлежит коллежскому асессору Вейсу, число жителей по ревизии: 39 м. п., 27 ж. п.

ЛАШКОВИЦЫ МАЛЫЕ — деревня принадлежит коллежскому асессору Вейсу, число жителей по ревизии: 22 м. п., 22 ж. п. (1838 год)

Согласно карте Ф. Ф. Шуберта в 1844 году деревня состояла из двух частей: Большие Чухонские Лошковицы и Малые Чухонские Лошковицы.
На этнографической карте Санкт-Петербургской губернии П. И. Кёппена 1849 года она обозначена как деревня «Laskowitz», расположенная в ареале расселения савакотов. В пояснительном тексте к этнографической карте она записана как две смежных деревни:
- Laskowitz (Малые (Чухонские) Лашковицы), количество жителей на 1848 год: савакотов — 40 м. п., 50 ж. п., всего 90 человек и русских — 4 человека обоего пола
- Hakuli (Малые (Новые) Лашковицы), количество жителей на 1848 год: савакотов — 19 м. п., 29 ж. п., всего 48 человек[13]

Согласно 9-й ревизии 1850 года мыза и деревня Лашковицы принадлежали помещице Марии Егоровне Вейс.

ЛАШКОВИЦЫ БОЛЬШИЕ — деревня господина Вейс, по просёлочной дороге, число дворов — 14, число душ — 19 м. п.

ЛАШКОВИЦЫ МАЛЫЕ — деревня господина Вейс, по просёлочной дороге, число дворов — 7, число душ — 16 м. п. (1856 год)

Согласно 10-й ревизии 1856 года деревни Большие Лашковицы и Малые Лашковицы принадлежали помещице Марье Егоровне Вейс.

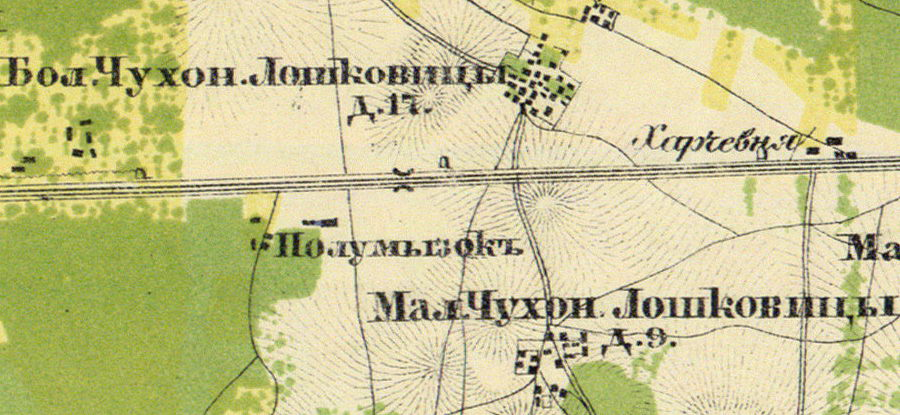
Деревня Большие Лашковицы на карте 1860 года

Согласно «Топографической карте частей Санкт-Петербургской и Выборгской губерний» в 1860 году деревня состояла из двух частей: Большие Чухонские Лошковицы из 17 дворов и Малые Чухонские Лошковицы из 9 дворов, а между ними находился полумызок.

ЛОШКОВИЦЫ ЧУХОНСКИЕ БОЛЬШИЕ — деревня владельческая при колодце, по правую сторону Нарвского тракта, в 52 верстах от Петергофа, число дворов — 14, число жителей: 16 м. п., 18 ж. п. 

ЛОШКОВИЦЫ ЧУХОНСКИЕ — деревня владельческая при колодце, по левую сторону Нарвского тракта, в 53 верстах от Петергофа, число дворов — 7, число жителей: 12 м. п., 11 ж. п. (1862 год)

Согласно карте окрестностей Санкт-Петербурга в 1885 году северная часть деревни называлась Большие Лошковицы и состояла из 14 дворов, южная часть называлась Малые Лошковицы и состояла из 6 дворов, а между ними находилась ферма.
В конце XIX века деревни административно относились к Бегуницкой волости 1-го стана Петергофского уезда Санкт-Петербургской губернии, в начале XX века — 2-го стана. Население деревни было исключительно финским.
К 1913 году количество дворов в деревне Большие Лошковицы увеличилось до 19, в деревне Малые Лошковицы — уменьшилось до 6, между ними находился постоялый двор.
С 1917 по 1921 год деревни Большие Лашковицы и Малые Лашковицы входили в состав Лашковицкого сельсовета Бегуницкой волости Петергофского уезда.
С 1921 года в составе Тешковского сельсовета.
С 1923 года в составе Гатчинского уезда.
С 1924 года в составе Бегуницкого сельсовета.
С 1926 года вновь в составе Тешковского сельсовета. Согласно переписи населения СССР 1926 года в деревне Большие Лашковицы Тешковского сельсовета Бегуницкой волости Троцкого уезда проживали 128 человек, большинство финны, а также русские; в деревне Большие Лашковицы — 37 человек, все финны.
С 1927 года в составе Волосовского района.
В 1928 году население деревень Большие и Малые Лашковицы составляло 165 человек.
По данным 1933 года деревни Большие Лашковицы и Малые Лашковицы входили в состав Тешковского сельсовета Волосовского района.

План деревни Большие Лашковицы. 1938 год

Согласно топографической карте 1938 года деревня называлась Большие Лошковицы и насчитывала 29 дворов.
C 1 сентября 1941 года по 31 декабря 1943 года деревня находилась в оккупации.
С 1950 года в составе Бегуницкого сельсовета.
С 1963 года в составе Кингисеппского района.
С 1965 года вновь в составе Волосовского района. В 1965 году население деревень Большие и Малые Лашковицы составляло 105 человек.
По данным 1966 года деревня называлась Большие Лошковицы и находилась в составе Бегуницкого сельсовета.
По данным 1973 и 1990 годов деревня называлась Большие Лашковицы и также входила в состав Бегуницкого сельсовета.
В 1997 году в деревне проживали 13 человек, в 2002 году — 15 человек (русские — 93 %), в 2007 году — 19.

## География
Деревня расположена в северной части района на автодороге А180 (E 20) (Санкт-Петербург — Ивангород — граница с Эстонией) «Нарва».
Расстояние до административного центра поселения — 4 км.
Расстояние до ближайшей железнодорожной станции Волосово — 23 км.

## Демография
| 1838 | 1848 | 1862 | 1928 | 1965 | 1997 | 2002 |
| ---- | ---- | ---- | ---- | ---- | ---- | ---- |
| 110  | ↗142 | ↘57  | ↗165 | ↘105 | ↘13  | ↗15  |
| 2007 | 2010 | 2017 |      |      |      |      |
| ↗19  | ↘14  | ↘13  |      |      |      |      |

### Национальный состав
Согласно данным Всероссийской переписи населения 2021 года в деревне проживали 38 человек, из них:
 русские — 31, финны — 2, молдаване — 1, татары — 1, узбеки — 1, украинцы — 1, чуваши — 1 человек.

## Известные уроженцы
- Нина Мякяряйнен (1929—1996) — птичница, Герой Социалистического Труда, кавалер двух орденов Ленина, Заслуженный работник народного хозяйства Карельской АССР[36].